# Интойо
Интойо (индон. Intojo; 27 июля 1912, Тулунгагунг — 22 января 1971, Москва) — индонезийский поэт, критик, литературовед.

## Биография
Был вторым ребёнком из восьми детей в родительской семье. Учился в голландских школах в Моджокерто и Блитаре (1920—1927). Профессию получил в педагогическом колледже в Блитаре (1927—1933). После обретения Индонезией независимости окончил курсы учителей индонезийского языка и литературы в Университете Индонезия (1950—1952).
Трудовую деятельность начал с преподавания в «народных школах» Бандунга (1933—1934) и Блитара (1934—1938), затем работал в государственной начальной школе в Рангкасбитунге (1938—1942) и педагогическом колледже (SGI) в Блитаре (1942—1945). В связи с голландской агрессией служил в 1947—1948 гг. политруком в звании майора в освободительной армии в Джокьякарте, которая в 1946—1948 гг. была временной столицей Индонезии. С 1949 по 1950 гг. состоял в редакционной коллегии издательства «Балей Пустака», в 1950—1952 занимал пост секретаря индонезийской секции совместного комитета по культуре Нидерландско-индонезийского союза. В 1953—1956 гг. возглавлял канцелярию президента Сукарно, был одним из его спичрайтеров. В 1956—1970 гг.- профессор индонезийского языка и литературы в Московском институте международных отношений (МГИМО) и Институте восточных языков при МГУ имени М. В. Ломоносова.
Урна с прахом захоронена в колумбарии Донского кладбища.

## Участие в национально-освободительном движении
В 1927—1933 гг. был членом комитета националистической молодёжной организации «Молодая Индонезия» (Indonesia Muda) в Блитаре, в 1930—1933 гг. — председателем отделения Мусульманской молодёжной ассоциации в Лембанге, в 1934—1938 гг. — председателем школьного профсоюза (Onderwijzers Vakorganisatie) в Кедири, в 1939—1942 гг. — председателем отделения партии «Париндра» в Рангкасбитунге, в 1939—1942 гг. — там же членом организации «Мухаммадия», в 1945—1947 гг. — заместителем председателя Народной Революционной организации Индонезии, заместителем председателя «Совета борьбы индонезийского народа» и председателем регионального совета обороны в Кедири, в 1947—1949 гг. — членом Комитета народного восстания в Индонезии в Джокьякарте.

## Творчество
С детства писал стихи, детские рассказы, составлял кроссворды. Многие произведения публиковались в разных журналах начиная с 1930-х годов. Принимал активное участие в деятельности литературной организации «Пуджанга Бару». Писал статьи по индонезийскому языку и литературе, был автором передачи «Индонезийский язык на радио». Стихи и статьи печатались на индонезийском, голландском и яванском языках (впервые в 1933). Излюбленная форма — сонет.
Поэзия строга и философична, проникнута гражданскими и патриотическими мотивами, верой в торжество разума и прогресса («Наше дерево», «Наши чувства», «Наука»). В стихотворном цикле «Ваянг» поэт прославляет не знающего страха и поражения рыцаря Биму (героя «Махабхараты»), бога мудрости Ганешу, призывает индонезийских девушек брать пример с воительницы Сриканди, которая в годы бедствия вместе с мужчинами сражалась против врага. В период спада революционной борьбы поэт звал народ готовиться к новым битвам («Словно ветер»). Находясь в Москве, активно работал в области перевода детских книг на индонезийский язык, которые издавались издательством «Прогресс». Был членом подготовительного комитета ташкентской конференции писателей стран Азии и Африки (1958)

## Премии
- Вторая премия на конкурсе перевода древнеяванской классической поэмы «Нагаракертагама» на голландский язык (1938)

## Семья
- Отец Сосроатмоджо — учитель
- Мать Супадми
- Жена Суварти Интойо (1923—2010)
- Дочери Ами (Виджи Утами) Интойо и Виви (Видия Русвари) Интойо
- Сын Агонг (Воджо Утомо) Интойо

## Переводы стихов на русский язык
- Исповедь; Судьба; Блуждал я долго; Где настоящая любовь?; Костёр; Небо; Вулкан; Пещера; Богиня знания; Ручеек; Новые чувства; Бессмертное дерево; Герои ваянга (В театре теней): Пролог; Бима; Ганеша; Сиканди[6].
- Новые чувства; Небо; Бима[7].